# Dwie twarze (telenowela)
Dwie twarze (Duas Caras) – brazylijska telenowela Rede Globo z 2007 roku. W rolach głównych Marjorie Estiano i Dalton Vigh.

## Opis fabuły
Młody chłopiec Juvenaldo zostaje sprzedany przez ubogiego ojca oszustowi, Hermógenesowi. Chłopiec, po zmianie imienia i nazwiska na Adalberto Rangel, opuszcza rodzinę i wyrusza w drogę ze swoim nowym nauczycielem, podążając jego zbrodniczymi śladami. Mija wiele lat. Dorosły Adalberto, który pragnie uniezależnić się od Hermógenesa i zdobyć własną fortunę, rani go i ucieka z pieniędzmi. Wkrótce Adalberto jest świadkiem poważnego wypadku samochodowego i śmierci pewnego małżeństwa - Gabrieli i Waldemara. W samochodzie Adalberto odkrywa walizkę z pieniędzmi, polisą i zdjęciem młodej kobiety. Następnie jedzie do Passaredo, gdzie spotyka córkę zmarłej pary, młodą dziedziczkę Marię Paulę. Adalberto okłamuje ją, mówiąc, że Gabriela przed śmiercią poprosiła go o opiekę nad nią. Przyjaciele dziedziczki próbują ostrzec dziewczynę przed Adalbertem. Oszust jest jednak szybszy i uwodzi Marię Paulę. Dziewczyna wierzy w jego słowa, wchodzi z nim w związek i poślubia go. Niedługo później odkrywa, że jej mąż zniknął zabierając całą jej fortunę i dom, pozostawiając ją bez środków do życia i nieświadomą faktu, że jest w ciąży. Tymczasem oszust przechodzi operację plastyczną, zmienia twarz, nazwisko i styl życia. Korzystając z fortuny Marii Pauli zostaje szanowanym przedsiębiorcą budowlanym Marconim Ferraço. Następnie wraca do Rio de Janeiro, nabywa firmę budowlaną i zbiera swój zespół pracowników, rywalizując z lokalnym przywódcą Juvenal Antena o przestrzeń faweli. Maria Paula wyjeżdża do São Paulo i zaczyna życie od nowa. Po urodzeniu syna Renato przyjmuje pracę w supermarkecie. Mija dziesięć lat. Maria Paula awansuje zawodowo i zostaje zaproszona do pracy w Rio de Janeiro. W tym samym czasie przypadkowo widzi swojego byłego męża w reportażu telewizyjnym. Pragnąc zemsty, Maria Paula przenosi się do miasta wraz z synem i narzeczonym. W dniu przyjęcia zaręczynowego Ferraço i milionerki Sílvii Maria Paula demaskuje biznesmena na oczach wszystkich zebranych i wyjawia, że jest on ojcem jej syna. Ferraço postanawia podejść do chłopca razem z Sílvią, by uniemożliwić jego byłej żonie wysłanie go za kratki. Pomimo tego, że początkowo używa chłopca do działań przeciwko jego matce, Ferraço zaczyna prawdziwe kochać swojego syna. Chociaż Maria Paula i Ferraço się nie znoszą, w głębi wciąż żywią do siebie uczucia. Gdy zdesperowana Silvia próbuje zniszczyć rywalkę i Renato, Ferraço rzuca się do jeziora, aby uratować chłopca. W tym momencie biznesmen zdaje sobie sprawę ze swoich uczuć i prosi Marię Paulę o rękę. Kobieta zgadza się ponownie wyjść za niego w celu odzyskania majątku, ale nakłada na Ferraço szereg niekorzystnych warunków. Renato dowiaduje się, że jego ojciec ukradł niegdyś cały dobytek jego matki i zrywa kontakt ze swoim ojcem, ale ostatecznie dochodzi do pojednania. Po ślubie Ferraço i Marii Pauli Sílvia próbuje zastrzelić rywalkę, ale Ferraço zasłania żonę własnym ciałem. Maria Paula przekonuje się do męża, jednocześnie nie rezygnując z żądania uregulowania sytuacji przed sądem. Prosi Ferraço, by oddał się w ręce policji. Były oszust zostaje zamknięty w więzieniu na dwa lata. Sílvia porywa Renato, ale zostaje znaleziona, a następnie umieszczona w zakładzie psychiatrycznym. Po wyjściu na wolność Ferraço odkrywa, że jego żona sprzedała cały swój majątek i wyjechała z synem w nieznane miejsce. Załamany Ferraço czuje, że został porzucony przez ukochaną. Niespodziewanie odbiera telefon od Marii Pauli z pytaniem jak się czuje człowiek, który został okradziony, tak jak dawno temu ona została okradziona przez niego. Kobieta mówi również, że zostawiła mu bilet na Karaiby. Szczęśliwy Ferraço jedzie na spotkanie z nią i z synem.

## Obsada
| Aktor                     | Postać                                                 |
| ------------------------- | ------------------------------------------------------ |
| Marjorie Estiano          | Maria Paula Fonseca do Nascimento                      |
| Dalton Vigh               | Marconi Ferraço (Adalberto Rangel, Juvenaldo Ferreira) |
| Alinne Moraes             | Sílvia (Maria Sílvia Barreto Pessoa de Moraes)         |
| Antônio Fagundes          | Juvenal Antena (Juvenal Ferreira dos Santos)           |
| Susana Vieira             | Branca Maria Barreto Pessoa de Moraes                  |
| Renata Sorrah             | Célia Mara de Andrade Couto Melgaço                    |
| Débora Falabella          | Júlia de Queiroz Barreto Caó dos Santos                |
| Lázaro Ramos              | Evilásio Caó dos Santos                                |
| José Wilker               | Francisco Macieira                                     |
| Marília Pêra              | Gioconda de Queiroz Barreto                            |
| Stênio Garcia             | Barretão (Paulo de Queiroz Barreto)                    |
| Flávia Alessandra         | Alzira de Andrade Correia                              |
| Marília Gabriela          | Guigui (Margarida McKenzie Salles Prado)               |
| Betty Faria               | Bárbara Carreira                                       |
| Susana Ribeiro            | Edivânia                                               |
| Letícia Spiller           | Maria Eva Monteiro Duarte                              |
| Vanessa Giácomo           | Luciana Alves Negroponte                               |
| Caco Ciocler              | Cláudius Maciel                                        |
| Marcos Winter             | Narciso Tellerman                                      |
| Oscar Magrini             | Gabriel Duarte                                         |
| Paulo Goulart             | Heriberto Gonçalves                                    |
| Eriberto Leão             | Ítalo Negroponte                                       |
| Eri Johnson               | Zé da Feira (José Carlos Caó dos Santos)               |
| Bárbara Borges            | Clarissa de Andrade Couto Melgaço                      |
| Juliana Knust             | Débora Vieira Melgaço                                  |
| Thiago Mendonça           | Bernardinho (Bernardo da Conceição Júnior)             |
| Totia Meirelles           | Jandira Alves                                          |
| Leona Cavalli             | Dália Mendes                                           |
| Wolf Maya                 | Geraldo Peixeiro                                       |
| Ivan de Almeida           | Misael Carpinteiro (Misael Caó dos Santos)             |
| Otávio Augusto de Azevedo | Antônio José Melgaço                                   |
| Rodrigo Hilbert           | Ronildo (Guilherme McKenzie Salles Prado)              |
| Ricardo Blat              | Inácio Lisboa                                          |
| Dudu Azevedo              | Barretinho (Paulo de Queiroz Barreto Filho)            |
| Ângelo Antônio            | Dorgival Correia                                       |
| Mara Manzan               | Amara                                                  |
| Nuno Leal Maia            | Bernardo da Conceição                                  |
| Alexandre Slavieiro       | Heraldo Carreira                                       |
| Chica Xavier              | Mère Bina (Setembrina Caó dos Santos)                  |
| Flávio Bauraqui           | Ezequiel Caó dos Santos                                |
| Juliana Alves             | Gislaine Caó dos Santos                                |
| Armando Babaioff          | Benoliel da Conceição                                  |
| Sheron Menezes            | Solange Couto Ferreira dos Santos Maciel               |
| Cris Vianna               | Sabrina Soares da Costa de Queiroz Barreto             |
| Jackson Costa             | Waterloo de Sousa                                      |
| Marcela Barrozo           | Ramona Monteiro Duarte                                 |
| Júlia Almeida             | Fernanda Carreira da Conceição                         |
| Guida Viana               | Lenir (Elenir)                                         |
| Júlio Rocha               | JB (João Batista da Conceição)                         |
| Cristina Galvão           | Lucimar                                                |
| Josie Antello             | Amélia Caó dos Santos                                  |
| Viviane Victorette        | Nadir                                                  |
| Teca Pereira              | Nanã                                                   |
| Roberto Lopes             | Gilmar                                                 |
| Wilson de Santos          | Jojô (Josélio)                                         |
| Sérgio Vieira             | Petrus Monteiro Duarte                                 |
| Diogo Almeida             | Rudolf Stenzel                                         |
| Débora Olivieri           | Adelaide                                               |
| Adriana Alves             | La comtesse de Finzi-Contini (Morena)                  |
| Adriano Garib             | Silvano                                                |
| Alexandre Liuzzi          | Dagmar                                                 |
| Paulo Serra               | Ignácio Guevara                                        |
| Dani Ornellas             | Joseane                                                |
| Prazeres Barbosa          | Shirley                                                |
| Adriano Dória             | Marcha Lenta                                           |
| Marilice Consenza         | Socorro                                                |
| Antônio Firmino           | Apolo                                                  |
| Guilherme Duarte          | Zidane                                                 |
| Luciana Pacheco           | Denise                                                 |
| Eduardo Lara              | Frango Veloz                                           |
| Laura Proença             | Vesga (Salete Costa)                                   |
| Leandro Ribeiro           | Osvaldo                                                |
| Raquel Fuina              | Victória (Dóris)                                       |
| Herson Capri              | João Pedro Pessoa de Moraes (Joca)                     |
| Fulvio Stefanini          | Waldemar do Nascimento                                 |
| Sérgio Viotti             | Manuel de Andrade Couto                                |
| Javier Gomez              | Dr. Hidalgo                                            |
| Lugui Palhares            | Carlão                                                 |
| Débora Nascimento         | Andréia Bijou                                          |
| Carolina Holanda          | Bárbara (jeune)                                        |
| Gilberto Miranda          | Divaldo                                                |
| Isabela Lobato            | Heloísa                                                |
| Bia Mussi                 | Janete                                                 |
| Tathiane Manzan           | Ruth                                                   |
| Edmo Luis                 | Gavião Sereno                                          |
| Zé Luiz Perez             | Zé da Preguiça                                         |
| Raphael Martinez          | Elvis                                                  |
| Gottsha                   | Eunice/Diva                                            |
| Sylvia Massari            | Graça Lagoa                                            |
| Fafy Siqueira             | Madame Amora                                           |
| Thaís de Campos           | Claudine Bel-Lac                                       |
| Natasha Stransky          | Bijouzinha                                             |
| Bernardo Mesquita         | Adalberto (jeune)                                      |
| Rafaela Victor            | Míriam Lisboa                                          |
| Raphael Rodrigues         | Brucely                                                |
| Matheus Costa             | Leone Alves Negroponte                                 |
| Luana Dandara             | Manu (Manuela de Andrade Correia)                      |
| André Luiz Frambach       | Juvenaldo Ferreira                                     |
| Tarcísio Meira            | Hermógenes Rangel                                      |
| Michel Joelsas            | Fernandinho                                            |
| Bia Seidl                 | Gabriela Fonseca do Nascimento                         |
| Carlos Vereza             | Helmut Erdann                                          |
| Selma Egrei               | Beth Gomes                                             |
| Guilherme Gorski          | Duda (Eduardo Monteiro)                                |
| Paola Crosara             | Rebeca Lisboa                                          |
| Gabriel Sequeira          | Renato Fonseca do Nascimento Ferreira                  |
| Lucas Barros              | Dorginho (Dorgival Correia Júnior)                     |
| Ana Karolina Lannes       | Sofia Alves Negroponte                                 |